# Lochau (Eckersdorf)
Lochau ist ein Gemeindeteil der Gemeinde Eckersdorf im Landkreis Bayreuth (Oberfranken, Bayern). Lochau liegt in der Gemarkung Busbach.

## Geografie
Der Weiler liegt auf freier Flur im Westen des Gemeindegebietes. Südlich entspringt ein namenloser rechter Zufluss des Eschenbachs. 0,8 km südwestlich befindet sich die Anhöhe Burgstall (535 m ü. NHN). Ein Anliegerweg führt zur Bundesstraße 22 (0,25 km nördlich) zwischen Busbach (0,8 km nordwestlich) und Eschen (2,2 km nordöstlich). Dort befindet sich ein Baum, der als Naturdenkmal ausgezeichnet ist.

## Geschichte
Der Ortsname setzt sich zusammen aus mittelhochdeutsch lôh, lôch (Gebüsch, Wald) und ouwe (Wasserland).
Nach C. Schimpf handelt es sich um eine Ausgründung von Lochau (Thurnau), das sich ca. 3,5 km nördlich des Ortes befindet. Dies geschah wohl erst Anfang des 19. Jahrhunderts, da es bis dahin keine Einträge in den einschlägigen Ortslexika und Adressbüchern gibt. 1852 ist in einem Liquidationsplan von „Lochau auf der Eschen“ die Rede, der Zusatz diente wohl zur Unterscheidung von dem anderen Lochau.
Von 1797 bis 1810 unterstand der Ort dem Justiz- und Kammeramt Bayreuth. Mit dem Gemeindeedikt wurde Lochau dem 1812 gebildeten Steuerdistrikt Busbach und der zugleich gebildeten Ruralgemeinde Busbach zugewiesen. Am 1. Mai 1978 wurde diese im Zuge der Gebietsreform in Bayern in die Gemeinde Eckersdorf eingegliedert.

## Einwohnerentwicklung
| Jahr      | 001819 | 001822 | 001861 | 001871 | 001885 | 001900 | 001925 | 001950 | 001961 | 001970 | 001987 | 002016 | 002021 |
| Einwohner | 12     | 10     | 7      | 8      | 8      | 8      | 6      | 18     | 15     | 14     | 17     | 19     | 20     |
| Häuser    |        | 1      |        |        | 2      | 2      | 2      | 2      | 2      |        | 4      |        |        |
| Quelle    | [ 11 ] | [ 8 ]  | [ 12 ] | [ 13 ] | [ 14 ] | [ 15 ] | [ 16 ] | [ 17 ] | [ 18 ] | [ 19 ] | [ 20 ] |        | [ 1 ]  |

## Religion
Lochau ist evangelisch-lutherisch geprägt und nach St. Peter und Paul (Busbach) gepfarrt.